# Charles Mackerras

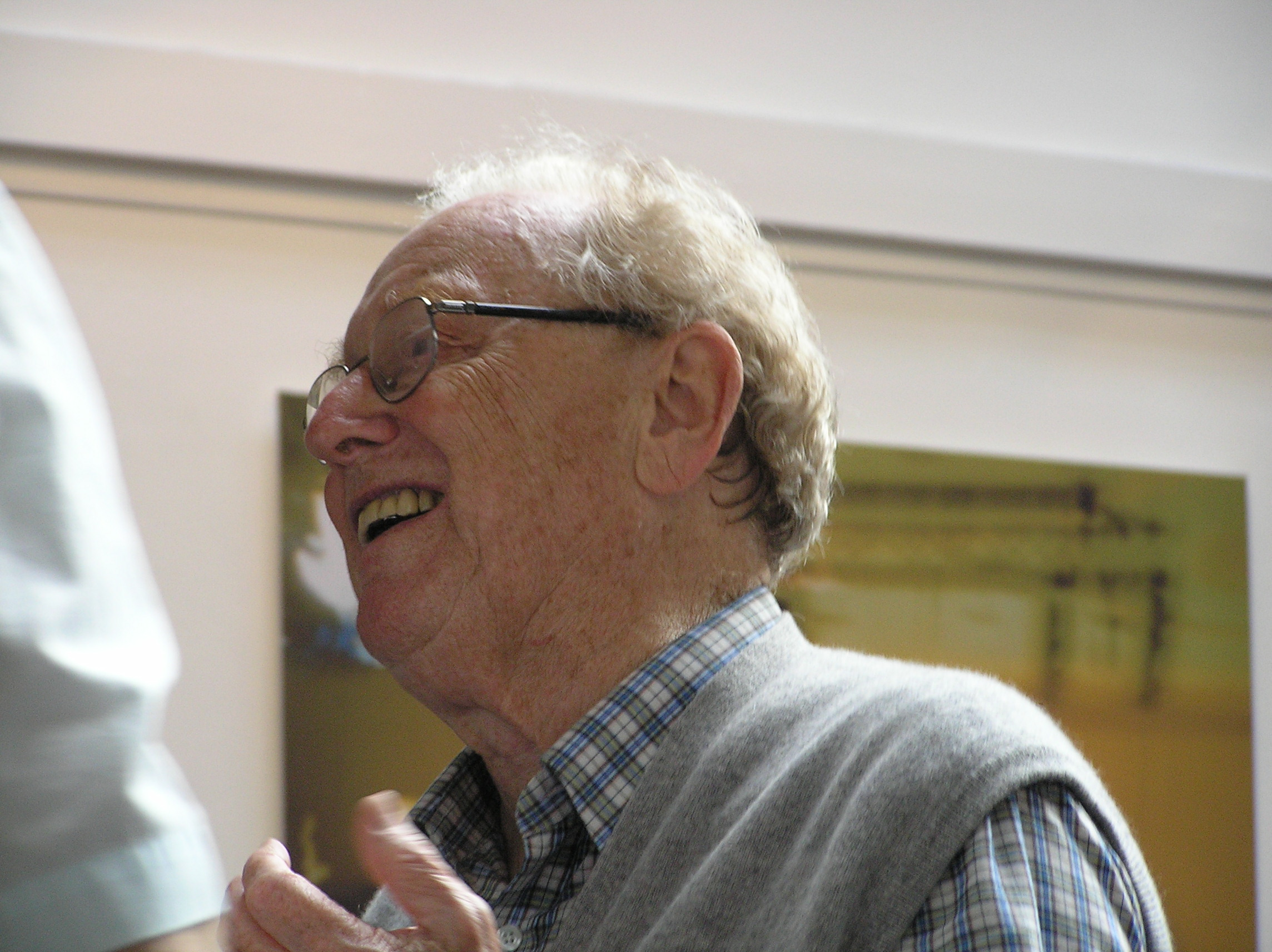
Charles Mackerras, 2005.

Alan Charles Maclaurin Mackerras, född 17 november 1925 i Schenectady, New York, död 14 juli 2010 i London, var en australisk dirigent. Han var en erkänd auktoritet när det gäller interpretation av operor av Janáček och Mozart samt operetter av Gilbert & Sullivan.